# Belostomatidae
Los belostomátidos (Belostomatidae) son una familia de insectos hemípteros del suborden Heteroptera que agrupa las nipas (chinches acuáticas gigantes).

## Características
Son de distribución mundial, con numerosas especies en toda América y Asia oriental, y se las encuentra principalmente en charcas y corrientes de agua dulce. La mayoría de las especies son relativamente grandes, de 2 cm o más, con alguna de las especies más grandes (como Lethocerus) pasando de 12 cm.       
Las nipas alcanzan las dimensiones de longitud y masa de los insectos más grandes del mundo. Estos gigantes son los más grandes de todos los Hemiptera.

## Clasificación
Se admiten tres subfamilias:
- Belostomatinae: incluye los géneros Abedus, Belostoma, Diplonychus, Hydrocyrius, Limnogeton, Poissonia, Sphaerodema, Weberiella.
- Lethocerinae: una revisión de 2006[cita requerida] indica que incluye los géneros Lethocerus (22 especies), Benachus (B. griseus) y Kirkaldyia (K. deyrolli).
- Horvathiniinae: incluye el género Horvathinia.

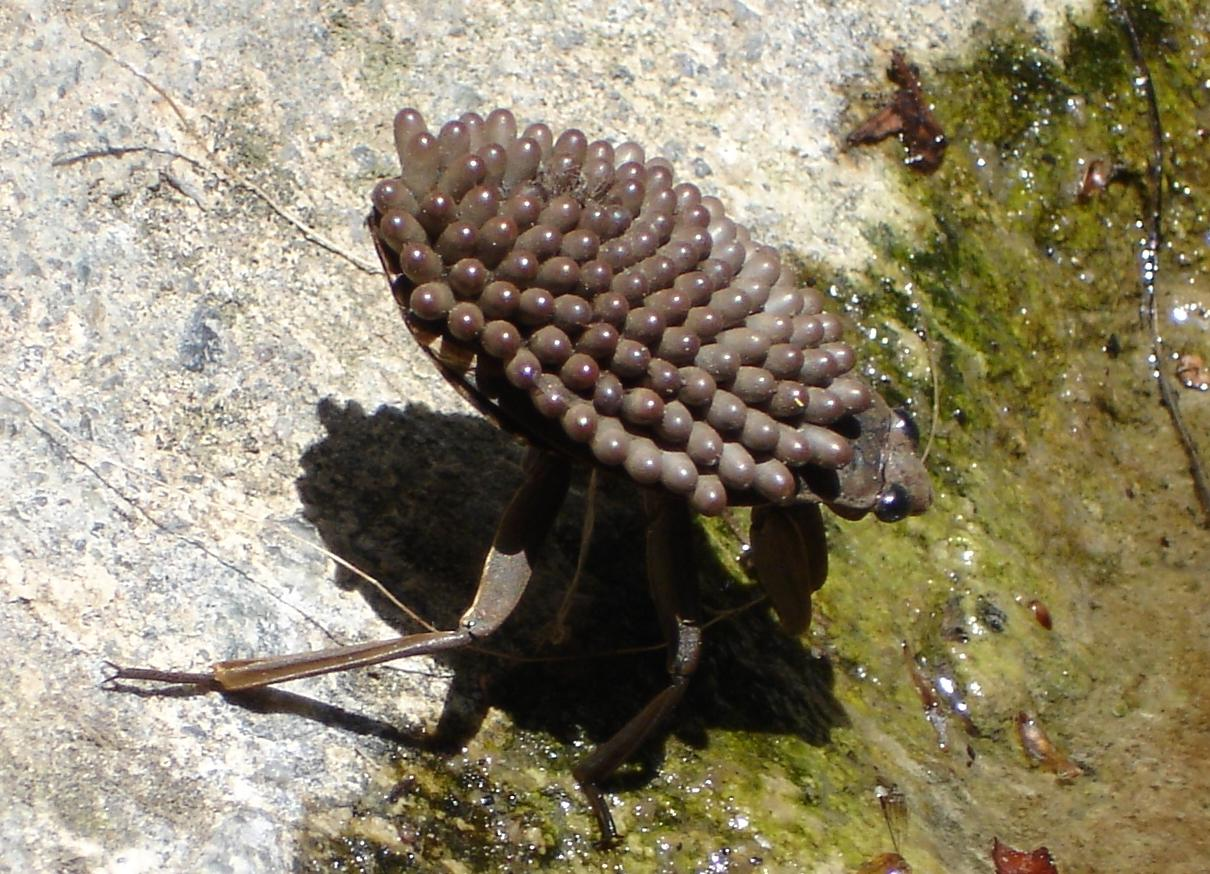
Abedus indentatus, macho con huevos en el dorso

## Hábitos
Son predadores que acechan, capturan y se alimentan de crustáceos, peces y anfibios. Con el estilete que forman sus piezas bucales inyectan una poderosa saliva digestiva que disuelve el interior de su víctima, el cual sorben. Aunque su mordida es extremadamente dolorosa para los humanos, no es peligrosa. 
En muchas especies, los machos llevan los huevos en el dorso hasta la emergencia de las ninfas. Este comportamiento ha sido estudiado en detalle en los Estados Unidos en Belostoma flumineum. 
Kakuong es el nombre vietnamita de una especie, Lethocerus indicus Lepeletier (Belostoma indica Lep. & Serv.), consumida en el sudeste asiático.

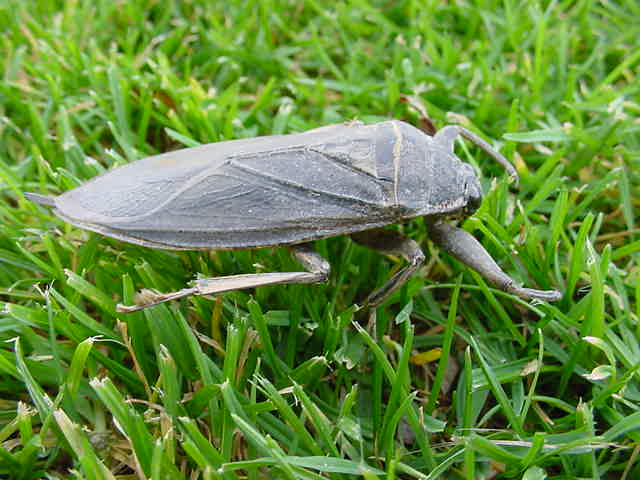
Lethocerus sp., en Montana.

Otra especie de esta familia, procedente del río Paraná, cubre cada verano con millones de individuos inmensas áreas de la región pampeana, y anecdóticamente también la ciudad argentina de Rosario y su Monumento a la Bandera[cita requerida].